# Segunda Categoría de Chimborazo 2021
El Campeonato Provincial de Segunda Categoría de Chimborazo 2021 fue un torneo de fútbol en Ecuador en el cual compitieron equipos de la provincia de Chimborazo. El torneo fue organizado por la Asociación de Fútbol No Aficionado de Chimborazo (AFNACH) y avalado por la Federación Ecuatoriana de Fútbol. El torneo empezó el 19 de junio y finalizó el 7 de agosto. Participaron 8 clubes de fútbol y entregó tres cupos a los play-offs del Ascenso Nacional 2021 por el ascenso a la Serie B, además el campeón provincial clasificó a la primera fase de la Copa Ecuador 2022.

## Sistema de campeonato
El sistema determinado por la Asociación de Fútbol No Aficionado de Chimborazo fue el siguiente:
- Primera fase: Los ocho equipos fueron divididos en dos grupos de cuatro clubes cada uno. Se jugó todos contra todos ida y vuelta (6 fechas), los dos primeros de cada grupo avanzaron a la fase final.
- Fase final: La jugaron los cuatro equipos clasificados de la primera fase, se enfrentaron en play-offs a partidos de ida y vuelta, así se determinaron a los clasificados a los treintaidosavos de final del Ascenso Nacional 2021, los primeros de cada grupo definieron al campeón y subcampeón provincial respectivamente, mientras que los segundos de cada grupo jugaron un play-off ida y vuelta por el tercer puesto para determinar el último clasificado a los play-offs.

## Equipos participantes
| Equipos participantes           | Equipos participantes | Equipos participantes           |
| ------------------------------- | --------------------- | ------------------------------- |
|                                 |                       |                                 |
| Equipo                          | Ciudad                | Estadio                         |
| Sonorama Fútbol Club            | Riobamba              | Estadio de Yaruquíes            |
| Club Deportivo Peñarol          | Pallatanga            | Estadio Municipal de Pallatanga |
| Club Estudiantes de La Plata    | Pallatanga            | Estadio Municipal de Pallatanga |
| Club Deportivo Darwin           | Alausí                | Estadio Municipal de Alausí     |
| Club Deportivo Guano            | Guano                 | Estadio Timoteo Machado         |
| Club Social y Deportivo Alianza | Guano                 | Estadio Timoteo Machado         |
| Club Deportivo Los Ases         | Cumandá               | Estadio Municipal de Cumandá    |
| Chambo Fútbol Club              | Chambo                | Estadio Municipal de El Tambo   |

## Equipos por cantón
| Cantón     | N.º | Equipos                             |
| ---------- | --- | ----------------------------------- |
| Guano      | 2   | - Deportivo Guano - Alianza         |
| Pallatanga | 2   | - Estudiantes de La Plata - Peñarol |
| Riobamba   | 1   | - Sonorama F. C.                    |
| Alausí     | 1   | - Darwin                            |
| Cumandá    | 1   | - Los Ases                          |
| Chambo     | 1   | - Chambo F. C.                      |

## Primera fase

### Grupo A

#### Clasificación
| Pos. | Equipo                  | Pts. | PJ | G | E | P | GF | GC | Dif. |  |
| ---- | ----------------------- | ---- | -- | - | - | - | -- | -- | ---- |  |
| 1    | Peñarol                 | 16   | 6  | 5 | 1 | 0 | 14 | 6  | +8   |  |
| 2    | Sonorama F. C.          | 13   | 6  | 4 | 1 | 1 | 15 | 6  | +9   |  |
| 3    | Los Ases                | 3    | 5  | 1 | 0 | 4 | 5  | 10 | −5   |  |
| 4    | Estudiantes de La Plata | 0    | 5  | 0 | 0 | 5 | 1  | 13 | −12  |  |

 Fuente: Aso Chimborazo (AFNACH)
Criterios de clasificación: 1) Puntos; 2) Diferencia de goles; 3) Goles marcados; 4) Goles de visitante
|  | Clasificado a la final y a los play-offs de Segunda Categoría 2021. |
|  | Clasificado a la definición por el tercer puesto.                   |

#### Evolución de la clasificación
| Equipo / Jornada        | 01 | 02 | 03 | 04 | 05 | 06 |
| ----------------------- | -- | -- | -- | -- | -- | -- |
| Peñarol                 | 1  | 1  | 1  | 2  | 1  | 1  |
| Sonorama F. C.          | 2  | 2  | 2  | 1  | 2  | 2  |
| Los Ases                | 3  | 3  | 3  | 3  | 3  | 3  |
| Estudiantes de La Plata | 4  | 4  | 4  | 4  | 4  | 4  |

#### Resultados
- Los horarios corresponden al huso horario de Ecuador: (UTC-5).

| Estudiantes de La Plata | 0 - 2 | Peñarol  | Yaruquíes | 19 de junio | 10:00 |
| Sonorama F. C.          | 2 - 1 | Los Ases | Yaruquíes | 19 de junio | 15:00 |

| Peñarol  | 2 - 2 | Sonorama F. C.          | Yaruquíes            | 26 de junio | 10:00 |
| Los Ases | 1 - 0 | Estudiantes de La Plata | Municipal de Cumandá | 26 de junio | 13:00 |

| Los Ases                | 2 - 4 | Peñarol        | Municipal de Cumandá | 3 de julio | 14:00 |
| Estudiantes de La Plata | 0 - 3 | Sonorama F. C. | Yaruquíes            | 3 de julio | 15:00 |

| Sonorama F. C. | 4 - 0 | Estudiantes de La Plata | Yaruquíes | 10 de julio | 10:00 |
| Peñarol        | 1 - 0 | Los Ases                | Yaruquíes | 10 de julio | 15:00 |

| Sonorama F. C.          | 1 - 2 | Peñarol  | Yaruquíes      | 17 de julio    | 10:00          |
| Estudiantes de La Plata | -     | Los Ases | No se programó | No se programó | No se programó |

| Peñarol  | 3 - 1 | Estudiantes de La Plata | Yaruquíes            | 24 de julio | 14:00 |
| Los Ases | 1 - 3 | Sonorama F. C.          | Municipal de Cumandá | 24 de julio | 14:00 |

#### Tabla de resultados cruzados
| Local \ Visitante       | LAS | PEÑ | SON | EST |
| ----------------------- | --- | --- | --- | --- |
| Los Ases                | —   | 2–4 | 1–3 | 1–0 |
| Peñarol                 | 1–0 | —   | 2–2 | 3–1 |
| Sonorama F. C.          | 2–1 | 1–2 | —   | 4–0 |
| Estudiantes de La Plata | —   | 0–2 | 0–3 | —   |

### Grupo B

#### Clasificación
| Pos. | Equipo          | Pts. | PJ | G | E | P | GF | GC | Dif. |  |
| ---- | --------------- | ---- | -- | - | - | - | -- | -- | ---- |  |
| 1    | Deportivo Guano | 14   | 6  | 4 | 2 | 0 | 16 | 5  | +11  |  |
| 2    | Alianza         | 13   | 6  | 4 | 1 | 1 | 18 | 4  | +14  |  |
| 3    | Darwin          | 3    | 5  | 1 | 0 | 4 | 5  | 16 | −11  |  |
| 4    | Chambo F. C.    | 1    | 5  | 0 | 1 | 4 | 3  | 17 | −14  |  |

 Fuente: Aso Chimborazo (AFNACH)
Criterios de clasificación: 1) Puntos; 2) Diferencia de goles; 3) Goles marcados; 4) Goles de visitante
|  | Clasificado a la final y a los play-offs de Segunda Categoría 2021. |
|  | Clasificado a la definición por el tercer puesto.                   |

#### Evolución de la clasificación
| Equipo / Jornada | 01 | 02 | 03 | 04 | 05 | 06 |
| ---------------- | -- | -- | -- | -- | -- | -- |
| Deportivo Guano  | 1  | 1  | 1  | 1  | 1  | 1  |
| Alianza          | 4  | 2  | 2  | 2  | 2  | 2  |
| Darwin           | 2  | 3  | 3  | 3  | 3  | 3  |
| Chambo F. C.     | 3  | 4  | 4  | 4  | 4  | 4  |

#### Resultados
- Los horarios corresponden al huso horario de Ecuador: (UTC-5).

| Chambo F. C. | 1 - 2 | Darwin          | Yaruquíes       | 20 de junio | 10:00 |
| Alianza      | 0 - 2 | Deportivo Guano | Timoteo Machado | 20 de junio | 12:00 |

| Darwin  | 1 - 2 | Deportivo Guano | Municipal de Cumandá | 27 de junio | 12:00 |
| Alianza | 5 - 0 | Chambo F. C.    | Timoteo Machado      | 27 de junio | 12:00 |

| Deportivo Guano | 5 - 2 | Chambo F. C. | Olímpico de Riobamba | 4 de julio | 12:00 |
| Darwin          | 0 - 2 | Alianza      | Municipal de Cumandá | 4 de julio | 14:30 |

| Chambo F. C. | 0 - 0 | Deportivo Guano | Yaruquíes       | 11 de julio | 10:00 |
| Alianza      | 5 - 1 | Darwin          | Timoteo Machado | 11 de julio | 12:30 |

| Chambo F. C.    | 0 - 5 | Alianza | Yaruquíes       | 18 de julio | 10:00 |
| Deportivo Guano | 6 - 1 | Darwin  | Timoteo Machado | 18 de julio | 12:00 |

| Deportivo Guano | 1 - 1 | Alianza      | Timoteo Machado | 25 de julio    | 12:00          |
| Darwin          | -     | Chambo F. C. | No se programó  | No se programó | No se programó |

#### Tabla de resultados cruzados
| Local \ Visitante | ALI | DAR | GUA | CHA |
| ----------------- | --- | --- | --- | --- |
| Alianza           | —   | 5–1 | 0–2 | 5–0 |
| Darwin            | 0–2 | —   | 1–2 | —   |
| Deportivo Guano   | 1–1 | 6–1 | —   | 5–2 |
| Chambo F. C.      | 0–5 | 1–2 | 0–0 | —   |

## Fase final

### Definición del tercer puesto
| Fecha              | Lugar    | Local          |                     | Resultado |                     | Visitante      |
| ------------------ | -------- | -------------- | ------------------- | --------- | ------------------- | -------------- |
| 31 de julio, 15:00 | Riobamba | Sonorama F. C. | Bandera de Riobamba | 0 – 1     |                     | Alianza        |
| 7 de agosto, 11:00 | Guano    | Alianza        |                     | 1 – 1     | Bandera de Riobamba | Sonorama F. C. |

### Final
| Fecha              | Lugar    | Local           |  | Resultado |  | Visitante       |
| ------------------ | -------- | --------------- |  | --------- |  | --------------- |
| 1 de agosto, 12:00 | Guano    | Deportivo Guano |  | 1 – 1     |  | Peñarol         |
| 7 de agosto, 15:00 | Riobamba | Peñarol         |  | 2 – 1     |  | Deportivo Guano |

| |
| Campeón Club Deportivo Peñarol 1.er título Clasificado a los play-offs de la Segunda Categoría 2021. |
| También clasificó Deportivo Guano como subcampeón y el Club Alianza como tercer lugar.               |

## Clasificación general
| Pos. | Equipos                 | Pts. | PJ | PG | PE | PP | GF | GC | Dif. | Fase en la que concluyó su participación |
| ---- | ----------------------- | ---- | -- | -- | -- | -- | -- | -- | ---- | ---------------------------------------- |
| 1.   | Peñarol (C)             | 20   | 8  | 6  | 2  | 0  | 17 | 8  | +9   | Final                                    |
| 2.   | Deportivo Guano         | 15   | 8  | 4  | 3  | 1  | 18 | 8  | +10  | Final                                    |
| 3.   | Alianza                 | 17   | 8  | 5  | 2  | 1  | 20 | 5  | +15  | Definición del tercer puesto             |
| 4.   | Sonorama F. C.          | 14   | 8  | 4  | 2  | 2  | 16 | 8  | +8   | Definición del tercer puesto             |
| 5.   | Los Ases                | 3    | 5  | 1  | 0  | 4  | 5  | 10 | −5   | Primera fase                             |
| 6.   | Darwin                  | 3    | 5  | 1  | 0  | 4  | 5  | 16 | −11  | Primera fase                             |
| 7.   | Chambo F. C.            | 1    | 5  | 0  | 1  | 4  | 3  | 17 | −14  | Primera fase                             |
| 8.   | Estudiantes de La Plata | 0    | 5  | 0  | 0  | 5  | 1  | 13 | −12  | Primera fase                             |

## Goleadores
| Pos. | Jugador           | Equipo          | Goles |
| ---- | ----------------- | --------------- | ----- |
| 1    | Lucas Pugh        | Alianza         | 9     |
| 2    | Luis Cuero        | Peñarol         | 6     |
| 3    | Christian Llerena | Peñarol         | 6     |
| 4    | Christian Alba    | Deportivo Guano | 4     |
| 5    | Dennys Armijos    | Deportivo Guano | 4     |